# Ali Shariati (attivista)
Ali Shariati (in persiano علی شریعتی‎; Teheran, 1988) è un attivista iraniano e prigioniero politico. Fu arrestato durante alcune proteste che seguirono una serie di attacchi con l'acido contro delle donne iraniane nella città di Isfahan.

## Biografia
Laureato in architettura, fu arrestato per la prima volta il 14 Febbraio 2011 quando, insieme ad alcuni manifestanti iraniani che si opposero ai risultati delle elezioni presidenziali iraniane del 2009, espresse solidarietà verso le proteste della primavera araba in Tunisia. Shariati fu incarcerato in isolamento per un mese, in seguito il processo sancì la reclusione per due anni, pena che più tardi fu ridotta ad un anno solo. Venne poi scarcerato dopo otto mesi.
Il 13 giugno 2014 fu arrestato in una manifestazione pacifica a Teheran mentre stava protestando contro la condanna agli arresti domiciliari dei leader del movimento Verde Iraniano, fu liberato in seguito al pagamento della cauzione dopo essere stato accusato di propaganda contraria al regime.
Il 18 febbraio 2015 fu arrestato a casa sua. In seguito a due udienze fu accusato di diffamazione, insulti al Leader Supremo e organizzazione delle manifestazioni successive agli attacchi con l'acido già menzionati. Fu condannato a 12 anni e 9 mesi di prigione, nel mese di giugno 2016 la sentenza fu ridotta dalla corte d'appello a cinque anni.
Ali Shariati fu arrestato e trasferito in prigione, senza alcun preavviso, il 10 Ottobre 2016.

## Sciopero della fame
Dal 10 ottobre 2016 (giorno in cui fu incarcerato) Ali Shariati si è unito ad altri prigionieri politici, fra cui Arash Sadeghi, in uno sciopero della fame chiedendo un processo giusto, dichiarando in quell'occasione che non si sarebbe fermato fino alla liberazione. Per un breve periodo, durante lo sciopero, Ali Shariati rinunciò a bere; tale iniziativa non durò a lungo a causa della sua salute cagionevole. Fu trasferito all'ospedale in seguito agli effetti dello sciopero sulla sua salute, qui i medici rifiutarono che gli ufficiali lo riportassero in prigione a causa delle sue gravi condizioni.
Secondo la famiglia Ali Shariati avrebbe perso 20 kg durante lo sciopero di fame e durante una visita familiare in carcere  pare che ebbe un collasso. La madre in un'intervista ha denunciato il fatto che lo sciopero della fame attuato dal figlio non abbia suscitato alcuna reazione da parte delle autorità carcerarie.